# Клаудія Джессі
Клаудія Джессі Пейтон — англійська актриса. Вона відома своїми телевізійними ролями в ролі Енні Тейлор у третій серії BBC One WPC 56 , Амелії Седлі в серіалі ITV Vanity Fair, Люсі в ситкомі Dave Porters та Елоїзи в серіалі Бріджертони від Netflix .

## Раннє життя
Джессі народилася в Мозлі і виросла на баржі . Вона провела частину свого дитинства в Лондоні, і її навчали вдома з 14 років, перш ніж повернутися до Бірмінгема, коли їй було 17. Її сім'я боролася фінансово; Джессі описала такий досвід, як судовий пристав, що приходив до дверей, як травматичний. Крім того, її батьки розійшлися, а батька не було поруч. Її одинока мати, Доун, працювала на прибиранні будинків, щоб забезпечити її та її брата та дати уроки балету Джессі. Її виявила Ханна Філліпс, яка взяла її у кілька місцевих постановок. Потім вона підписала контракт з агентом у 2012 році.

## Особисте життя
У Джессі є хлопець Джозеф. Вона заявила, що є веганом і практикує медитацію буддизму Нітірен щонайменше годину на день. Вона розповідала про свій досвід панічних атак та тривоги з дитинства, а також про розлад деперсоналізації .

## Фільмографія

### Фільми
| Рік      | Показати    | Роль                | Примітки       |
| -------- | ----------- | ------------------- | -------------- |
| 2012 рік | Розі        | Розі                | Короткий фільм |
| 2014 рік | Скопіюй це  | Бет                 | Короткий фільм |
| 2016 рік | Їх Найкращі | Доріс Клівлі / Лілі |                |

### Телебачення
| Рік             | Показати                           | Роль                            | Примітки                              |
| --------------- | ---------------------------------- | ------------------------------- | ------------------------------------- |
| 2012 рік        | Лікарі                             | Кейт Маршалл                    | Епізод (14.131): «Приймаюча родина»   |
| 2013 рік        | Будинок Анубіса                    | Софія Даная                     | Епізод (3.20): «Будинок затемнення»   |
| 2013 рік        | Будинок Анубіса: пробний камінь Ра | Софія Даная                     | Телефільм                             |
| 2013 рік        | Рай                                | Пані Дуглас                     | Епізод (2.8)                          |
| 2013 рік        | Випадковість                       | Дженні Ановер                   | Епізод (28.11): «Синдром розчавлення» |
| 2014 рік        | Лікарі                             | Поппі Конрой                    | Повторювана роль, 12 серій            |
| 2015 рік        | WPC 56                             | WPC Енні Тейлор                 | 3 серія, головна роль, п'ять серій    |
| 2015 рік        | Джонатан Стрендж та містер Норрелл | Мері                            | 4 серії                               |
| 2015 рік        | Джош                               | Люсі                            |                                       |
| 2015 рік        | Бик                                | Фей                             | 3 серії                               |
| 2016 рік        | Зателефонуйте акушерці             | Джанетт Су                      | Епізод (5.3)                          |
| 2017 рік        | Батько Браун                       | Джоан Вандерланд                | Епізод (5.2): «Лабіринт Мінотавра»    |
| 2017 рік        | Картери збагачуються               | Благодійник                     | Епізод: «Погана преса»                |
| 2017 рік        | Обов'язок                          | Детектив констебль Джоді Тейлор | 6 серій (серія 4)                     |
| 2017 — сьогодні | Вантажники                         | Люсі                            | Головна роль                          |
| 2017 рік        | Детекторісти                       | Лікар Гофман                    | 1 серія                               |
| 2017 рік        | Комедійні блапи                    | Даніель                         | Епізод: «Розлючений Андрій»           |
| 2018 рік        | Ловесік                            | Таша                            | Епізод: «Таша»                        |
| 2018 рік        | Ярмарок марнославства              | Амелія Седлі                    | Мінісерія; головна роль               |
| 2018 рік        | Доктор Хто                         | Кіра Арло                       | Епізод (11.7): " Керблам! "           |
| 2019 — сьогодні | Захищаючи винного                  | Несса                           |                                       |
| 2020 рік        | Бріджертони                        | Елоїза Бріджертон               | Головна роль                          |

### Інтернет
| Рік       | Показати | Роль | Примітки     |
| --------- | -------- | ---- | ------------ |
| 2014–2016 | Діксі    | Шарі | Головна роль |

## Аудіо
| Рік      | Показати         | Роль | Примітки      |
| -------- | ---------------- | ---- | ------------- |
| 2017 рік | Закоханий Толкін | Едіт | Драма радіо 4 |